# Christian Prochnow
Christian Prochnow (* 19. Juni 1982 in Potsdam) ist ein ehemaliger deutscher Triathlet und Olympiastarter (2008).

## Werdegang
Christian Prochnow begann 1997 mit Triathlon und war Mitglied im B-Kader der Deutschen Triathlon Union. Er startete für das Stadtwerke Team Witten und wurde von Ron Schmid trainiert.
2001 gewann der Potsdamer bei der Junioren-Europameisterschaft den Titel mit dem Team und wurde wie bei der Junioren-Weltmeisterschaft Sechster im Einzel. 2002 wurde er deutscher Duathlon-Meister U23. 2005 wurde Christian Prochnow bei der U23-WM in Japan Elfter und im Jahr darauf belegte Prochnow bei der Deutschen Meisterschaft Platz sechs.
Sein bislang bestes Jahr war 2007. Mit der Mannschaft wurde er Vizeweltmeister und mit seinem Verein Deutscher Mannschaftsmeister. Zudem belegte er beim Weltcuprennen in Ungarn Rang neun. 2008 konnte Prochnow beim Europacuprennen in Pontevedra Zweiter und beim Weltcuprennen in Madrid Fünfter werden. Damit setzte er sich gegen die favorisierten Maik Petzold und Andreas Raelert im Kampf um das letzte zu vergebene Olympiaticket durch. Bei den Spielen belegte er den 15. Platz.
2013 erklärte Prochnow seinen Rücktritt als Profi-Triathlet. Insgesamt gehörte er zwölf Jahre dem Kader der Deutschen Triathlon Union an. Seinen Abschied von der internationalen Bühne stellte der ITU World Triathlon Hamburg im Rahmen der ITU World Championship Series dar, anschließend nahm er noch an Wettkämpfen der Triathlon-Bundesliga sowie kleineren Wettkämpfen wie dem Frankfurt-City-Triathlon teil.
Seit 2013 ist Prochnow als Trainer im paralympischen Schwimmsport in Potsdam tätig. Dort betreut er die Sportler beim Landtraining, um Athletik, Kraft und Koordination zu trainieren.

## Sportliche Erfolge
| Datum/Jahr    | Rang | Wettbewerb                                         | Austragungsort | Zeit        | Bemerkung |
| ------------- | ---- | -------------------------------------------------- | -------------- | ----------- | --- |
| 31. Aug. 2013 | 4    | DTU Deutsche Meisterschaft Triathlon Sprintdistanz | Hannover       | 00:56:07    | Deutsche Triathlon-Meisterschaft auf der Sprintdistanz |
| 22. Juni 2013 | 21   | Alpen-Triathlon                                    | Schliersee     | 01:48:10    | |
| 8. Sep. 2012  | 2    | Alpen-Triathlon                                    | Schliersee     | 02:00:59    | |
| 19. Aug. 2012 | 1    | DTU Deutsche Meisterschaft Triathlon Sprintdistanz | Witten         | 00:51:05    | Deutscher Triathlon-Meister auf der Sprintdistanz (0,75 km Schwimmen, 20 km Radfahren und 5 km Laufen)                                                                  |
| 1. Juni 2012  | 3    | 5150 Berlin                                        | Berlin         | 01:50:00    | |
| 20. Aug. 2011 | 9    | ITU Sprint Distance Triathlon World Championships  | Lausanne       | 00:52:55    | bei der Weltmeisterschaft auf der Sprintdistanz als zweitbester Deutscher hinter Jonathan Zipf (7. Rang)                                                                |
| 9. Apr. 2011  | 12   | ITU World Championship Series 2011                 | Sydney         | 01:51:30    | |
| 26. März 2011 | 17   | ITU Triathlon World Cup                            | Mooloolaba     | 01:53:22    | als einziger deutscher Starter neben Kathrin Müller bei den Frauen |
| 18. Sep. 2010 | 6    | Alpen-Triathlon                                    | Schliersee     | 02:01:20    | als fünftbester Deutscher bei der Internationalen Deutschen Meisterschaft im Triathlon über die olympische Distanz (1,5 km Schwimmen, 40 km Radfahren und 10 km Laufen) |
| 19. Aug. 2008 | 15   | Olympische Sommerspiele 2008                       | Peking         | 01:50:33,90 | |
| 22. Juli 2001 | 6    | ITU Triathlon World Championship Junior Men        | Edmonton       | 01:52:51    | Junioren-Weltmeisterschaften |
| 23. Juni 2001 | 6    | ETU Triathlon European Championship Junior Men     | Karlsbad       | 01:08:23    | Junioren-Europameisterschaft in Tschechien |

| Datum/Jahr    | Rang | Wettbewerb                  | Austragungsort | Zeit     | Bemerkung    |
| ------------- | ---- | --------------------------- | -------------- | -------- | ------------ |
| 2013          | 1    | Potsdamer Schlössermarathon | Potsdam        | 01:13:55 | Halbmarathon |
| 31. Dez. 2011 | 3    | Potsdamer Silvesterlauf     | Potsdam        |          | 7,1 km       |